# Archilestes latialatus
Archilestes latialatus is een libellensoort uit de familie van de pantserjuffers (Lestidae), onderorde juffers (Zygoptera).
De wetenschappelijke naam van de soort is voor het eerst geldig gepubliceerd in 1981 door Donnelly.